# フォレロッテ
フォレロッテ(Volle Lotte!)は、ドイツのアバカス社が販売するゲームである。ダイスとカードを併用するゲームで、引いたカードで指示された目を出すことが目的となる。

## 遊び方
プレイヤーは、自分の番のときに山札からカードを一枚引いて公開する。その後6個のダイスを振り、カードに書かれた目が出た場合得点になる。この後、プレイヤーは得点になっていないダイスを振りなおすこともできる。ここで、得点が取れないとその回の得点は0になる。このため、追加得点を狙うか切り上げるかの判断がゲームのポイントになっている。